# Sukasenang (Tanjungjaya)
Sukasenang is een bestuurslaag in het regentschap Tasikmalaya van de provincie West-Java, Indonesië. Sukasenang telt 6223 inwoners (volkstelling 2010).